# Cerkiew św. Mikołaja w Wyżłowie
Cerkiew św. Mikołaja w Wyżłowie – dawna cerkiew greckokatolicka.
Obecnie pełni rolę kaplicy rzymskokatolickiej parafii w Żniatynie, ale nieużytkowana.

## Historia obiektu
Dawna cerkiew greckokatolicka pw. św. Mikołaja zbudowana została w 1910. Po wysiedleniu ludności ukraińskiej w latach 1945-1947 użytkowana przez kościół rzymskokatolicki.

## Architektura i wyposażenie
Jest to cerkiew jednokopułowa - nad nawą ośmiopołaciowa drewniana kopuła z latarnią zwieńczona wieżyczką z sygnaturką, wsparta na wysokim ośmiobocznym tamburze, reszta budowli murowana. Budowla trójdzielna: kwadratowa nawa poprzedzona węższym babińcem, również na planie kwadratu oraz przedsionkiem. Prezbiterium analogicznej szerokości jak babiniec, z zakrystią od południa. Na piętrze babińca chór muzyczny oddzielony od nawy tralkową balustradą. Fundamenty z cegieł i kamieni na zaprawie, ściany z cegieł pełnych, otynkowane. Stropy: nad nawą ośmiopolowe pozorne sklepienie kopulaste, w babińcu, zakrystii i prezbiterium stropy z belek drewnianych, podbitych matami trzcinowymi, na których tynki. Więźba dachowa drewniana, krokwiowo-stolcowa. Kopuła, dwuspadowe dachy nad prezbiterium, babińcem i zakrystią kryte blachą ocynkowaną.

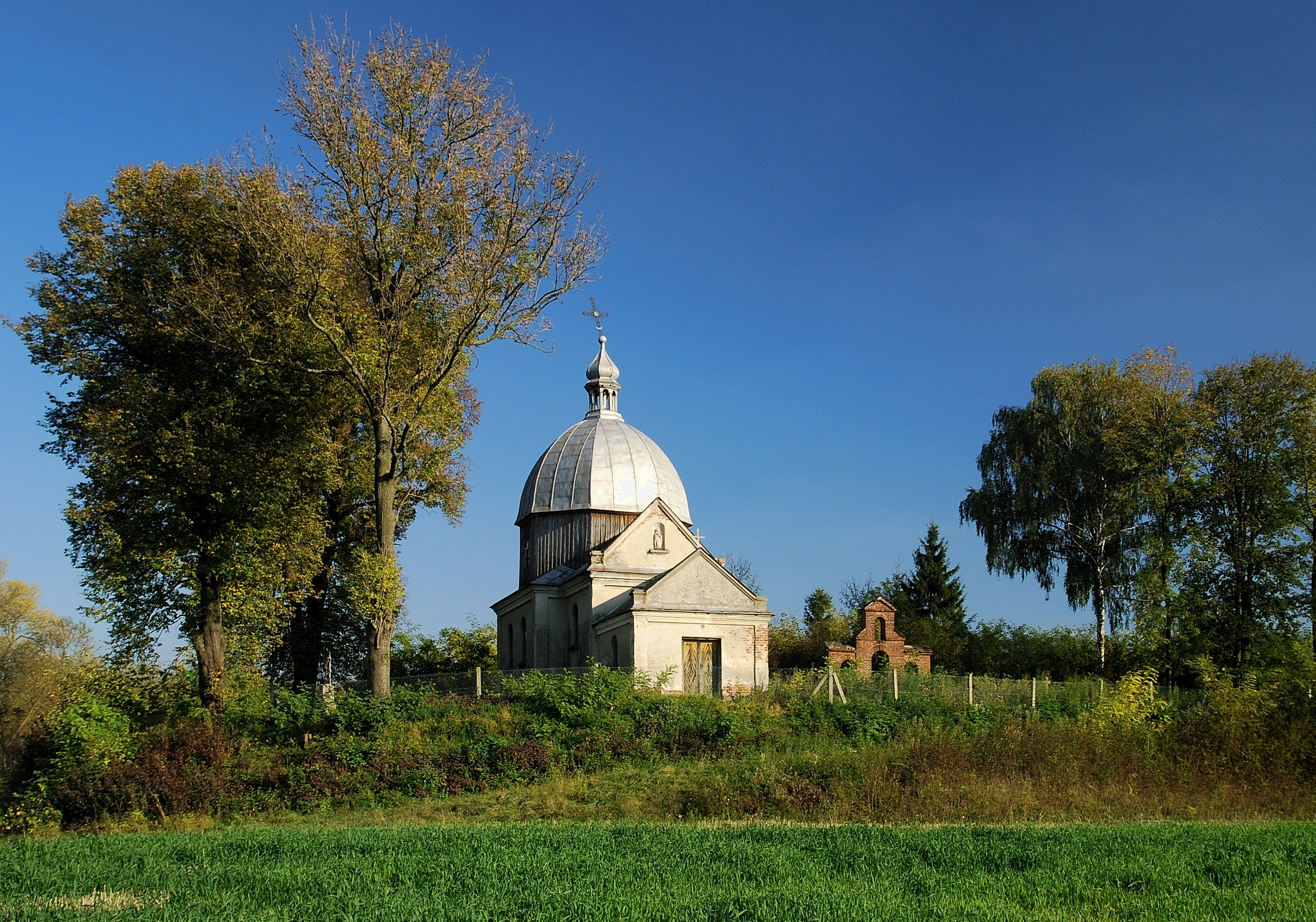
Widok od strony zachodniej
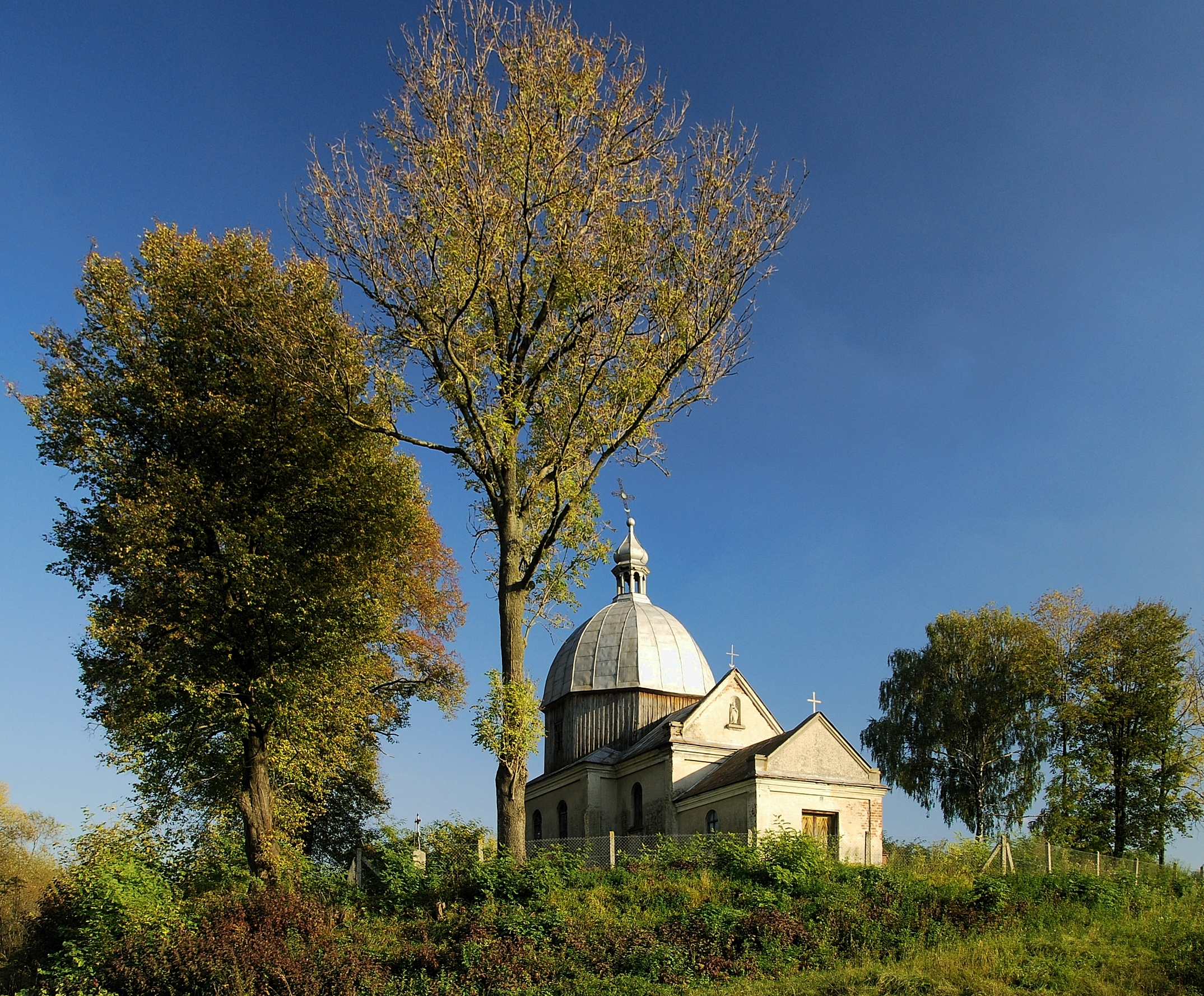
Widok od strony północnej
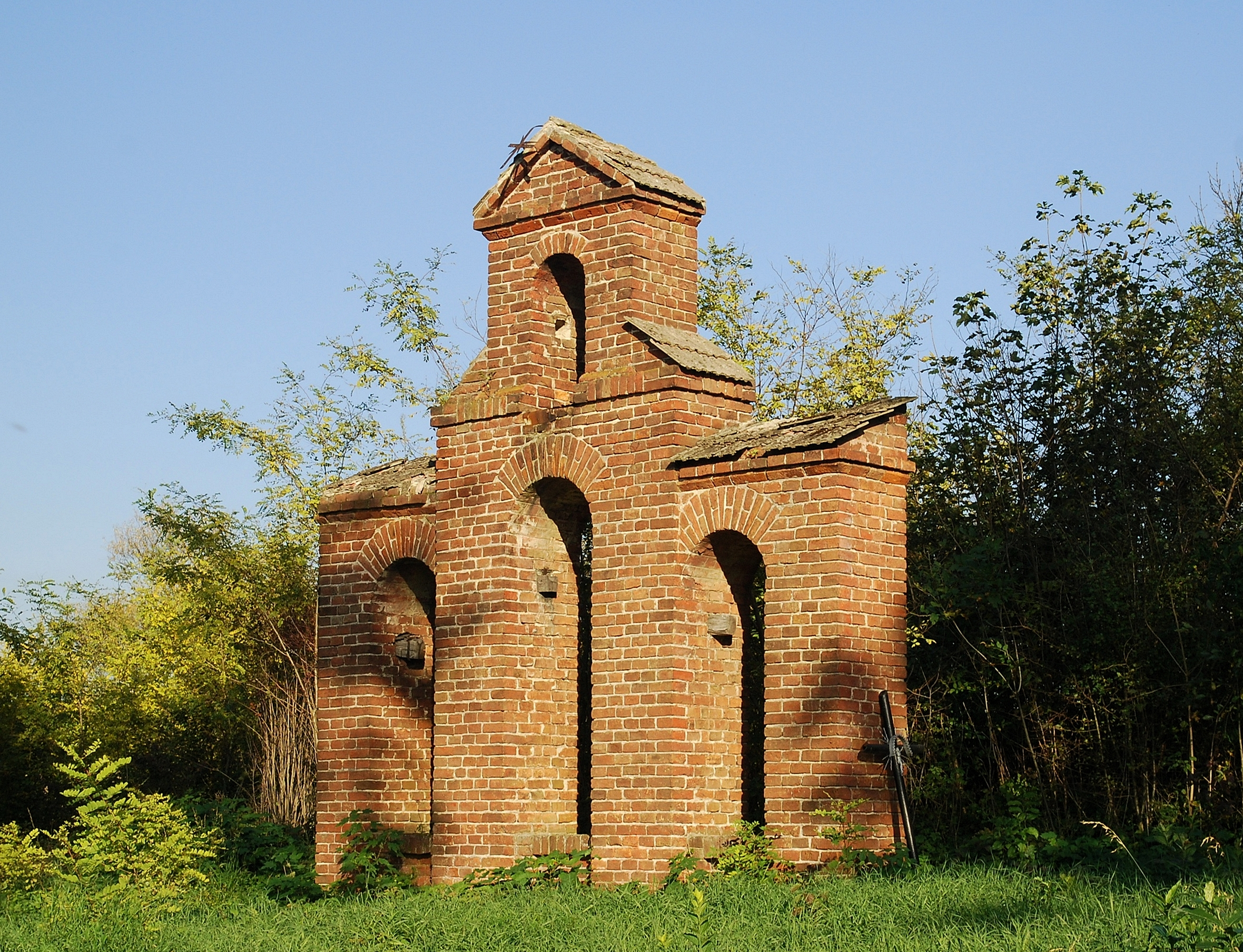
Dzwonnica

Wewnątrz zachowały się: polichromie na żagielkach, ołtarz w charakterze XVIII wieku, znacznie przemalowany ikonostas z carskimi wrotami i ikonami św. Michała Archanioła i św. Gabriela Archanioła zapewne z drugiej połowy XVII wieku, gruntownie przemalowane ikony Matki Boskiej z Dzieciątkiem i Chrystusa Pantokratora z tegoż okresu, ikona Matki Boskiej z Dzieciątkiem z XVIII wieku w gipsowej sukience pochodząca z cerkwi Cebłowie oraz szesnaście cynowych lichtarzy z 1855. Większość wyposażenia przewieziono do Lublina do cerkwi greckokatolickiej. 

## Wokół cerkwi
Obok cerkwi znajduje się murowana dzwonnica parawanowa. Od strony wschodniej świątyni cmentarz rzymskokatolicki, dawniej greckokatolicki założony w 1910, gdzie pozostało około 30 starych kamiennych nagrobków.